# カイル・バンダー＝カイプ
カイル・バーナード・バンダー＝カイプ（Kyle Bernard Vander-Kuyp、1971年5月30日 ‐ ）は、アボリジニの血を引くオーストラリアの元陸上競技選手。専門はハードル。110mハードルで13秒29、室内60mハードルで7秒73の自己ベストを持つ、両種目のオセアニア記録保持者。110mハードルでは1996年アトランタオリンピックで7位、1995年ヨーテボリ世界選手権で5位、60mハードルでは1995年バルセロナ世界室内選手権で8位の実績を持つ。

## 経歴
アボリジニ（ウォリミ族とユイン族）の血を引く両親の下、1971年5月30日にシドニーのパディントンで生まれたが、生後5週間で白人の夫婦の下に養子に出された。
初出場となった1995年3月のバルセロナ世界室内選手権男子60mハードルでは、予選を7秒74、準決勝を7秒73と、両ラウンドでオセアニア記録を樹立して決勝に進出し、この種目でオーストラリア勢初のファイナリストとなった。決勝でも7秒73のオセアニアタイ記録をマークしたが8位に終わった。
2度目の出場となった1995年8月のヨーテボリ世界選手権男子110mハードルでは、2次予選で自身の持つオセアニア記録を更新する13秒29（+0.6）をマークすると、準決勝も13秒36（-0.1）の好タイムで突破して、この種目でオーストラリア勢初のファイナリストとなった。迎えた決勝では2次予選で樹立したオセアニア記録に0秒01差と迫る13秒30（-0.1）をマークしたが、3位のロジャー・キングダムとは0秒11差の5位に終わり、メダル獲得はならなかった。
オリンピックデビューとなった1996年7月のアトランタオリンピック男子110mハードルでは、この種目のオーストラリア勢としては1952年ヘルシンキ大会以来のファイナリストとなった。決勝は13秒40（+0.6）の7位に終わった。

## 自己ベスト
記録欄の（　）内の数字は風速（m/s）で、+は追い風を意味する。
| 種目         | 記録          | 年月日                                   | 場所            | 備考           |
| 屋外         | 屋外          | 屋外                                     | 屋外            | 屋外           |
| ------------ | ------------- | ---------------------------------------- | --------------- | -------------- |
| 100m         | 10秒47 (+1.5) | 1994年2月20日                            | メルボルン      |                |
| 110mハードル | 13秒29 (+0.6) | 1995年8月11日                            | ヨーテボリ      | オセアニア記録 |
| 室内         |               |                                          |                 |                |
| 60mハードル  | 7秒73         | 1995年3月11日 1995年3月12日 1997年3月8日 | バルセロナ パリ | オセアニア記録 |

## 主要大会成績
備考欄の記録は当時のもの
| 年   | 大会                | 場所               | 種目    | 結果    | 記録          | 備考                                 |
| ---- | ------------------- | ------------------ | ------- | ------- | ------------- | ------------------------------------ |
| 1990 | 英連邦競技大会 (en) | オークランド       | 110mH   | 6位     | 14秒07 (+0.5) |                                      |
| 1990 | 世界ジュニア選手権  | プロヴディフ       | 110mH   | 3位     | 13秒85 (-0.1) |                                      |
| 1992 | ワールドカップ (en) | ハバナ             | 110mH   | 5位     | 13秒83 (+0.3) | オセアニア代表                       |
| 1993 | 世界選手権          | シュトゥットガルト | 110mH   | 準決勝  | 13秒48 (-0.3) | オセアニア記録                       |
| 1994 | 英連邦競技大会 (en) | ビクトリア         | 110mH   | 5位     | 13秒75 (+1.6) |                                      |
| 1994 | 英連邦競技大会 (en) | ビクトリア         | 4x100mR | 予選    | 39秒49 (4走)  | 決勝進出                             |
| 1994 | ワールドカップ (en) | ロンドン           | 110mH   | 6位     | 13秒71 (-1.6) | オセアニア代表                       |
| 1995 | 世界室内選手権      | バルセロナ         | 60mH    | 8位     | 7秒73         | オセアニア記録                       |
| 1995 | 世界選手権          | ヨーテボリ         | 110mH   | 5位     | 13秒30 (-0.1) | 2次予選13秒29 (+0.6)：オセアニア記録 |
| 1996 | オリンピック        | アトランタ         | 110mH   | 7位     | 13秒40 (+0.6) |                                      |
| 1997 | 世界室内選手権      | パリ               | 60mH    | 予選    | 7秒73         |                                      |
| 1997 | 世界選手権          | アテネ             | 110mH   | 準決勝  | 13秒49 (+1.1) |                                      |
| 1998 | 英連邦競技大会 (en) | クアラルンプール   | 110mH   | 5位     | 13秒67 (-0.1) |                                      |
| 1999 | 世界選手権          | セビリア           | 110mH   | 2次予選 | 13秒56 (-0.2) |                                      |
| 2000 | オリンピック        | シドニー           | 110mH   | 準決勝  | 13秒63 (+0.4) |                                      |
| 2006 | 英連邦競技大会 (en) | メルボルン         | 110mH   | 予選    | 14秒22 (+1.4) |                                      |